# Филлипс, Джулианна
Джулианна Филлипс (англ. Julianne Phillips, род. 6 мая 1960) — американская модель и актриса, бывшая жена Брюса Спрингстина.

## Жизнь и карьера
Джулианна Филлипс родилась в Чикаго, штат Иллинойс, но выросла в Портленде. В начале восьмидесятых она начала работать моделью и вскоре дебютировала на экране. 13 мая 1985 года она вышла замуж за Брюса Спрингстина и впоследствии их союз привлекал пристальное внимание средств массовой информации. 1 марта 1989 года они развелись.
Как актриса Филлипс наиболее известна по своей роли в телесериале «Сёстры», где она снималась с 1991 по 1996 год. Она также сыграла главную женскую роль в комедии «Флетч жив» с Чеви Чейзом в 1989 году и появилась в ряде кино и теле фильмов. В 1997 году она ушла с экранов и в настоящее время проживает в Лос-Анджелесе.

## Фильмография
- 1984 — Летняя фантазия/Summer Fantasy
- 1986 — Случайная работа/Odd Jobs
- 1988 — Семь часов до приговора/Seven Hours to Judgment
- 1988 — Милая ложь/Sweet Lies
- 1989 — До мозга костей/Skin Deep
- 1989 — Флетч жив/Fletch Lives
- 1991—1996 — Сёстры/Sisters (телесериал, 93 эпизода)
- 1992 — Встать и уйти/Getting Up and Going Home
- 1993 — Единственный выход/The Only Way Out
- 1995 — Клятва убить/A Vow to Kill
- 1995 — Знаки раскаяния/Original Sins
- 1995 — Где деньги, Норин?/Where’s the Money, Noreen?
- 1995 — Большие парни/Big Bully
- 1997 — Цунами: нет выхода/Tidal Wave: No Escape